# Улица Федюнинского (Ломоносов)
Улица Федю́нинского — улица в городе Ломоносове Петродворцового района Санкт-Петербурга. Проходит от Астрономической до Михайловской улицы. На юго-восток продолжается Астрономической улицей.
Первоначально называлась Ю́жным шоссе. Такой топоним известен с 1970-х годов и связан с тем, что шоссе проходило вдоль южной границы города.
12 декабря 1983 года шоссе переименовали в улицу Федюнинского — в честь Героя Советского Союза И. И. Федюнинского, командовавшего 2-й ударной армией, начавшей наступление на вражеские войска с Ораниенбаумского плацдарма с целью полного освобождения Ленинграда от блокады в 1944 году.
Участок от улицы Победы до Михайловской улицы был построен в 2016 году и должен быть открыт в 2017 году.
На участке от Астрономической улицы до Ораниенбаумского проспекта фактически отсутствует застройка, а улица представляет собой загородную дорогу.
С 2015 года во дворе на улице Федюнинского, 16, на месте участка леса строят детский сад.

## Перекрёстки
- улица Связи
- Ораниенбаумский проспект
- улица Победы